# Baotou Erliban Airport
Baotou Erliban Airport (kinesiska: 包头机场, 包頭機場, Bāotóu Jīchǎng) är en flygplats i Kina. Den ligger i den autonoma regionen Inre Mongoliet, i den norra delen av landet, omkring 140 kilometer väster om regionhuvudstaden Hohhot.
Runt Baotou Erliban Airport är det ganska glesbefolkat, med 38 invånare per kvadratkilometer. Närmaste större samhälle är Baotou, 17,9 km nordväst om Baotou Erliban Airport. Runt Baotou Erliban Airport är det i huvudsak tätbebyggt.
Genomsnittlig årsnederbörd är 546 millimeter. Den regnigaste månaden är juli, med i genomsnitt 149 mm nederbörd, och den torraste är januari, med 2 mm nederbörd.